# Patrick Mauriès
Patrick Mauriès (Saint-Raphaël, 16 maggio 1952) è uno scrittore, curatore editoriale, collezionista d'arte e critico d'arte francese.

## Biografia
Patrick Mauriès ha studiato presso l'École normale supérieure de Fontenay-Saint-Cloud, iniziando la sua attività di scrittore con il saggio Le second manifeste camp, pubblicato da Editions du Seuil e citato anche da Roland Barthes. Prosegue poi la sua attività lavorativa come giornalista per Libération, nel 1979. Nel 1981 fonda una propria rivista, Le Promeneur. Con l'editore italiano Franco Maria Ricci partecipa alla creazione della rivista FMR e dirige la filiale francese delle edizioni Thames & Hudson.
Nel 1988 Le Promeneur diventa una casa editrice a sé stante, prima all'interno della casa Quai Voltaire, fondata da Gérard Voitey, poi, dal 1991, all'interno del gruppo Gallimard.
Collezionista di libri e opere d'arte, nonché specialista di cultura anglosassone e italiana, Patrick Mauriès ha pubblicato autori del gruppo Bloomsbury e scrittori come Piero Camporesi, Giovanni Macchia, Mario Praz, oltre allo storico dell'arte Federico Zeri. Tra gli autori francesi si possono invece citare Marcel Schwob, Louise de Vilmorin e Jean Cocteau.
Ha infine creato Les Presses de Serendip, che pubblica libri d'artista e bibliofili in edizione limitata.
Coautore di diversi libri con Christian Lacroix e Jean-Paul Goude, ha scritto quasi quaranta libri, tra cui Les Cabinets de curiosites, vincitore del premio André-Malraux nel 2002.

## Pubblicazioni
- Maniéristes, Regard, 1983 – ristampa: La Lagune, 1995.
- Quelques cafés italiens, Quai Voltaire, 1987 — ristampa: Cabinet des Lettres, Le Promeneur, 2001.[4]
- Vies oubliées, con Pierre Le-Tan, Rivages, 1988.
- Les Lieux parallèles, Plon, 1989.
- Le Vertige, Gallimard, 1999.
- Lolette, biografia di Louise de Vilmorin, Le Promeneur, 1999.
- Promenades et autres rencontres, Cabinet des Lettres, Le Promeneur, 2000.
- Christian Lacroix, journal d'une collection, con Christian Lacroix, Thames & Hudson, 1996.
- Valentino's Magic, con M. -P. Reille, Abbeville, 1998.
- Des bijoux indiscrets, con Richard Klein e Cécile Deniard, Autrement, 2002.
- Roland Barthes, Cabinet des Lettres, Le Promeneur, 1992.
- La Boite de Boris Kochno, Maurice Imbert, 1992.
- Boldini, Franco Maria Ricci.
- Alexandre Serebriakoff, Franco Maria Ricci.
- Les Bijoux de Chanel, Thames & Hudson, 1993.
- Coquillages et rocailles, Le Génie du lieu, Thames & Hudson, 1994.
- Styles d'aujourd'hui, avec Christian Lacroix, Le Promeneur, 1995.
- Sur les papillonneries humaines, Cabinet des Lettres, Le Promeneur, 1996.
- Le Trompe-l'œil de l'Antiquité au Template:S-, Gallimard, 1996;
- Les Gays Savoirs, Le Promeneur, 1998.
- F.Z., Maurice Imbert, 1998.
- Vies remarquables de Vivant Denon, Monuments de la vie de Vivant Denon, Le Promeneur, 1998.
- Sonia Rykiel, Mémoire de la mode, Assouline publishing, 1998.
- Le Style Cocteau, Mémoire de l'art, Assouline, 1998.
- La Visite mémorable, histoire vécue, con Edward Gorey, Cabinet des Lettres, Le Promeneur, 1998.
- La Scène des morts, avec photographies de Gérard Macé, La Pionnière, 1998.
- Notes éparses pour Actéon, con acquaforte di Pierre Le-Tan su incisione di Larroque, La Pionnière, 1999.
- Articles de mode, Louise de Vilmorin e Christian Lacroix, Cabinet des Lettres, Le Promeneur, 2000.
- Les Fruits du hasard, Gallimard, 2001.
- Renaissance et pseudo-Renaissance, de Federico Zeri, Rivages, 2001.
- J'avoue m'être trompé : Fragments d'une autobiographie, di Federico Zeri, 10/18, 2001.
- Les Cabinets de curiosités, Gallimard, 2002.
- Louise de Vilmorin, un album, Gallimard, 2002.
- Désapprendre, libro d'artista con François-Xavier Lalanne, La Balance, Sauveterre-du-Gard, 2002.
- Carnets d'Afrique, con Marc Barcelo et Amélie Aranguren, Le Promeneur, 2003.
- Le Buste sans tête, con Edward Gorey, Cabinet des Lettres, Le Promeneur, 2003.
- L'Homme aux figures de cire, Cabinet des Lettres Champfleury, Gallimard, 2004.
- Line Vautrin, Miroirs, Le Promeneur, Galerie Chastel-Maréchal, 2004.
- Tout Goude, con Jean-Paul Goude, La Martinière, 2005.
- Pierre Skira, Le Promeneur, 2005.
- Le Méchant Comte, Vie de John Wilmot, comte de Rochester, roman, Gallimard, 2006.
- Charles-Frédéric Soehnée, voyage en enfer, Le Promeneur, 2006.
- Fornasetti, designer de la fantaisie, Thames & Hudson, 2006.
- Christian Lacroix, autrement, con Olivier Saillard et Grégoire Alexandre, Union centrale des arts décoratifs, 2007.
- Nature fragile : Le cabinet Deyrolle, con Solène de Bure, Louis Albert de Broglie et Claude d'Anthenaise, Beaux-Arts Éditions, 2008.
- David Seidner, con Pierre Bergé, Gallimard, Le Promeneur, 2008.
- Soirs de Paris, Gallimard, 2009
- Nietzsche à Nice, Gallimard, 2009
- Lina Baretti, parures, Gallimard, Le Promeneur, 2010.
- L'ange du bizarre, Gallimard, Le Promeneur, 2010.
- Dans la baie des Anges, Gallimard, 2012.
- Second manifeste camp, l'éditeur singulier, 2012. Ristampa del primo libro di Patrick Mauriès, paru en 1979 aux Éditions du Seuil.
- Les Enfants fichus, 150 livres d’Edward Gorey, Éditions l’Imprimante, 2014 (prefazione)
- Roland Barthes au fil du temps, Arlea, 2020

### Come editore
Pubblicato da Les Presses de Serendip.
- Patrick Mauriès, La Tête dans les nuages (Mémorial de Stéphane Deschamps), incisioni di Denis Polge, 2002
- Gérard Macé (testo e fotografie), Sirènes et mannequins, 2002
- Pierre Skira (testo e 5 incisioni originali), Sémélé à l'épreuve, con un frammento dei Dionysiaques di Nonnos de Panopolis, 2002
- François-Xavier Lalanne, Quelques Fables de La Fontaine.
- François-Xavier Lalanne, Les Bestiaires (Bestiaire ordinaire, Bestiaire nécessaire, Bestiaire légendaire).
- Patrick Mauriès/François-Xavier Lalanne, Actéon mis en pièces.
- Gérard Macé, Une bouteille à la mer, incisioni di Richard Texier.
- Anne et Patrick Poirier, Le Voyageur endormi.
- Eugène et Léonide Berman, Louis Marcoussis, René Crevel, etc., Un album de vacances.
- Jean-Baptiste Sécheret, Le Grand Désert d'hommes, accompagnato da un testo Michel Waldberg.
- Jean-Baptiste Sécheret, Suite pour “Le Grand Désert d'hommes”.
- Pierre Lesieur, Suite pour Francis Ponge.
- Sir Thomas Browne, Musaeum Clausum, gravures d'Érik Desmazières.
- Pierre Bergounioux, Mémoire des murs, avec des lithographies de Jean-Baptiste Sécheret.